# أمس مرة أخرى (أغنية)
أمس مرة أخرى (بالإنجليزية: Yesterday Once More)‏ أغنية كتبها ريتشارد كاربنتر وجون بيتيس، وهي أغنية ناجحة للفريق الثنائي الكاربنترز من ألبومهم عام 1973 «الآن وبعد ذلك Now & Then».
من الناحية الموضوعية، تهتم الأغنية باسترجاع ذكريات أغاني جيل مضى. بلغت النسخة المنفردة من الأغنية ذروتها في المرتبة الثانية على قائمة الهوت بيلبورد 100، وكانت هذه هي المرة الخامسة التي يحقق الثنائي المركز الثاني. بلغت الأغنية ذروتها أيضًا في المرتبة الأولى على قائمة الاستماع السهل easy listening chart، لتصبح ثامن أغنية لهم على هذه القائمة في أربع سنوات. أغنية «أمس مرة أخرى» هي الأكثر مبيعًا بين أغاني الثنائي الكاربنترز في جميع أنحاء العالم والأغنية الأكثر مبيعًا في المملكة المتحدة، حيث بلغت ذروتها في المرتبة الثانية. صرح ريتشارد كاربنتر، في فيلم وثائقي ياباني، أن الأغنية هي المفضلة لديه من بين جميع الأغاني التي كتبها.

## تكوين الأغنية
كتب ريتشارد كاربنتر على موقع الفريق: «كانت الأغاني القديمة تتمتع بشعبية متجددة خلال أوائل السبعينيات، وهذا يعود كثيرًا إلى الراحلة شقيقتي كارين. اعتقدت أنه سيكون من الجيد كتابة أغنية عن هذا، واستخدام هذه الأغنية على الألبوم بعد غناء مقاطع مختلفة من أغانينا القديمة المفضلة، وكانت النتيجة هي أغنية» أمس مرة أخرى«التي أصبحت ثامن أغانينا الذهبية المحلية، وواحدة من أشهر أغانينا في جميع أنحاء العالم».

## طاقم العزف والتسجيل
- كارين كاربنتر: غناء رئيسي ومساند وطبول
- ريتشارد كاربنتر: غناء مساند وبيانو ورليتسر الكهربائي واورج هاموند
- جو أوزبورن: جيتار باس
- توني بيلوسو: جيتار كهربائي
- إيرل دوملر: بوق إنجليزي[9]

## النسخ البارزة للأغنية
- قام عدد كبير من الفنانين بإصدار نسخهم الخاصة من «أمس مرة أخرى» مثل:
- ريد كروس Redd Kross: وهي فريق روك / بانك من هوثورن بولاية كاليفورنيا. الأغنية ضمن ألبوم «في ذكرى الكاربنترز» عام 1994. (Carpenters tribute album, (If I Were a Carpenter[10]
- المغنية وكاتبة الأغاني اليابانية أيكو يامايد Aiko Yamaide: أدرجت نسخة للأغنية في ألبومها «ابتسم» عام 2018.[11]
- فريق السبينرز The Spinners: أصدر نسخته من الأغنية مع مزجها بأغنية «لا شيء يبقى على حاله» عام 1981 وصعدت إلى المركز 52 على قائمة الهوت بيلبورد،[12] وإلى المركز 42 على القائمة  المعاصرة للكبار.[13]
- رنيه كولوني Renee Cologne: مغنية وموسيقية أمريكية أصدرت نسختها من الأغنية عام 2019 في البوم «أغطية Coverlings».[14]
- كلود فرانسوا Claude François: قام بتعديل الأغنية بالفرنسية في ألبومه لعام 1973 "أغنية مشهورة Chanson populaire" وحملت النسخة الفرنسية من الأغنية عنوان "شا لا لا (أمس بالقرب مني).[15][16]

## كلمات الأغنية
عندما كنت صغيرة كنت أستمع إلى المذياع When I was young I'd listen to the radio
انتظر أغنياتي المفضلة Waitin' for my favorite songs
عندما تعزف، كنت أغني، وتجعلني أبتسم When they played I'd sing along, it made me smile
تلك كانت أوقاتًا سعيدةً، لم يمض عليها وقتًا طويلًا Those were such happy times and not so long ago
كم أتساءل أين ذهبت How I wondered where they'd gone
لكنها تعود مرة أخرى، تمامًا مثل صديق ضائع منذ فترة طويلة But they're back again just like a long lost friend
كل الأغاني التي أحببتها كثيرًا All the songs I loved so well
كل شا لا لا لا Every sha-la-la-la
كل واواوا، لا تزال تضيء Every wo-o-wo-o, still shines
كل شينج لينج لينج، عندما يبدأون في الغناء، جيد جدًا Every shing-a-ling-a-ling, that they're startin' to sing's, so fine
عندما يصلون إلى الجزء When they get to the part
حيث يحطم قلبها Where he's breakin' her heart
يمكنها أن تجعلني أبكي، تمامًا كما فعلت من قبل It can really make me cry, just like before
إنه أمس مرة أخرى It's yesterday once more
انظر للوراء كيف كان الأمر في السنوات الماضية Lookin' back on how it was in years gone by
والأوقات الجيدة التي قضيتها And the good times that I had
يجعل اليوم يبدو حزينًا إلى حد ما، لقد تغير الكثير Makes today seem rather sad, so much has changed
كانت أغاني الحب التي كنت أغنيها حينها It was songs of love that I would sing to then
وكنت أحفظ كل كلمة And I'd memorize each word
تلك الألحان القديمة لا تزال تبدو جيدة بالنسبة لي Those old melodies still sound so good to me
كما تذيب السنين As they melt the years away
كل شا لا لا لا Every sha-la-la-la
كل واواوا، لا تزال تضيء Every wo-o-wo-o, still shines
كل شينج لينج لينج، عندما يبدأون في الغناء، جيد جدًا Every shing-a-ling-a-ling, that they're startin' to sing's so fine
كل ذكرياتي الرائعة تعود إلي بوضوح All my best memories come back clearly to me
يمكن لبعضها أن يجعلني أبكي، تمامًا كما فعلت من قبل Some can even make me cry, just like before
إنه أمس مرة أخرى It's yesterday once more
كل شا لا لا لا Every sha-la-la-la

## وصلات خارجية
https://www.songfacts.com/facts/carpenters/yesterday-once-more أمس مرة أخرى (أغنية)
https://www.youtube.com/watch?v=YTaWayUE5XA أمس مرة أخرى (أغنية)